# The Spider's Lullabye
The Spider's Lullabye šesti je studijski album danskog heavy metal sastava King Diamond. Diskografska kuća Metal Blade Records objavila ga je 6. lipnja 1995.

## Popis pjesama
Tekstovi: King Diamond. 
| 1.    | »From the Other Side«   | Diamond       | 3:51 |
| 2.    | »Killer«                | Andy LaRocque | 4:17 |
| 3.    | »The Poltergeist«       | Diamond       | 4:30 |
| 4.    | »Dreams«                | Diamond       | 4:39 |
| 5.    | »Moonlight«             | Diamond       | 4:33 |
| 6.    | »Six Feet Under«        | LaRocque      | 4:02 |
| 7.    | »The Spider's Lullabye« | Diamond       | 3:40 |
| 8.    | »Eastmann's Cure«       | Diamond       | 4:32 |
| 9.    | »Room 17«               | Diamond       | 8:17 |
| 10.   | »To the Morgue«         | LaRocque      | 4:58 |
| 47:19 |                         |               |      |

## Zasluge
King Diamond
- King Diamond – vokal, klavijature, čembalo, produkcija, miks
- Andy La Rocque – solo-gitara, produkcija (asistent)
- Herb Simonsen – solo-gitara
- Chris Estes – bas-gitara, klavijature (pjesme 2., 6., 10.)
- Darrin Anthony – bubnjevi

Ostalo osoblje
- Braden McDonald – inženjer zvuka (asistent)
- Eddy Schreyer – mastering
- Brian Ames – grafički dizajn, dizajn
- Peter Bladskog – fotografije
- John Mortensson – fotografije
- James Bland – fotografije
- H. Hildebrandt – fotografije
- Alex Solca – fotografije
- Tim Kimsey – produkcija, miks, inženjer zvuka